# Parafia św. Jakuba Apostoła w Żółkiewce
Parafia św. Jakuba Apostoła w Żółkiewce – parafia Kościoła Polskokatolickiego w RP, położona w dekanacie żółkiewskim diecezji warszawskiej. W 2018 liczyła około 200 wiernych.

## Historia
Parafia polskokatolicka św. Jakuba Apostoła jest parafią dość młodą, powstałą w 1955 na tle sporu między rzymskokatolickim wikarym a proboszczem, który zarzucał wikaremu, że pobiera zbyt niskie opłaty za posługi duszpasterskie. Część parafian opowiedziała się za wikarym i wraz z nim przeszła na łono Kościoła Polskokatolickiego. Proboszczem organizującej się parafii został wyznaczony ks. mgr Jerzy Dunin, dotychczasowy proboszcz parafii w Maciejowie. Pierwszą Mszę św. w języku polskim, odprawił on we wsi Koszarsko, drugą i trzecią we wsi Gany, a następne Msze św. odprawiane już były w kaplicy domowej w osadzie Żółkiewka. Drewniany kościół i plebanię wierni pobudowali z własnych składek. W 1959 parafia liczyła 1457, a w 1965 – 1380 wiernych.
Od 2009 proboszczem parafii jest ks. mgr Kamil Wołyński, zastąpił on w posłudze urlopowanego ks. Krzysztofa Groszaka (zm. 2010).
Od 2010 parafia posiada własną stronę internetową.
25 lipca 2010 parafia obchodziła 55-lecie swojego powstania. W uroczystościach wziął udział m.in. ks. bp prof. dr hab. Wiktor Wysoczański – zwierzchnik Kościoła Polskokatolickiego w RP oraz senator Lucjan Cichosz ze Stronnictwa „Piast”.

## Budynek kościelny
Kościół św. Jakuba Apostoła to przeniesiona z Regetowa Niżnego koło Gorlic dawna cerkiew unicka, zbudowana ok. 1860. Głównym budowniczym obiektu w Żółkiewce, który nadzorował rozbiórkę cerkwi, jej transport i składanie, był Albin Bil ze wsi Gany. Całość została przywieziona koleją do Krasnegostawu, a stamtąd furmankami do Żółkiewki. W szybkim tempie wykonano prace montażowe i jeszcze przed zimą kościół był gotowy. W 1955 poświęcenia świątyni dokonał bp Julian Pękala w asyście następujących księży: Ks. Bogdana Tymczyszyna (dziekana dekanatu lubelskiego), ks. Jerzego Dunina (proboszcza parafii), ks. Edwarda Bałakiera (asystenta naukowego w Chrześcijańskiej Akademii Teologicznej).